# Helena Fliśnik
Helena Fliśnik (geb. Kerner; * 22. Januar 1952 in Zabrze; † 1. Januar 1999 ebd.) war eine polnische Sprinterin und Weitspringerin.
1970 siegte sie bei den Leichtathletik-Junioreneuropameisterschaften 1970 über 100 m. Bei den Leichtathletik-Europameisterschaften 1971 in Helsinki wurde sie Vierte in der 4-mal-100-Meter-Staffel und erreichte über 100 m das Halbfinale.
1972 wurde sie bei den Olympischen Spielen in München Achte in der 4-mal-100-Meter-Staffel.
Bei den Leichtathletik-Halleneuropameisterschaften schied sie 1975 in Katowice und 1976 in München über 60 m jeweils im Halbfinale aus.
1970 und 1971 wurde sie Polnische Meisterin über 100 m und 1970 im Weitsprung.

## Persönliche Bestleistungen
- 60 m (Halle): 7,42 s, 9. März 1975, Katowice
- 100 m: 11,3 s, 20. Juni 1971, Warschau
- Weitsprung: 6,37 m, 8. August 1970, Warschau